# زنهار كندي
زنهار كندي هي قرية في مقاطعة تكاب، إيران. يقدر عدد سكانها بـ 97 نسمة بحسب إحصاء 2016.